# Bakumatsu
| Lịch sử Nhật Bản | Lịch sử Nhật Bản |
| --- | ---------------- |
| Tiền sửThời kỳ đồ đá cũ ~15000 TCN Thời kỳ Jōmon (Thằng Văn) ~15000 TCN–300 TCN Thời kỳ Yayoi (Di Sinh) tk 4 TCN–tk 3 |                  |
| Cổ đạiThời kỳ Kofun (Cổ Phần) tk 3–tk 7 Thời kỳ Asuka (Phi Điểu) 592–710 Thời kỳ Nara (Nại Lương) 710–794 Thời kỳ Heian (Bình An) 794–1185 |                  |
| Phong kiếnThời kỳ Kamakura (Liêm Thương) 1185–1333 Tân chính Kemmu (Kiến Vũ) 1333–1336 Thời kỳ Muromachi (Thất Đinh) 1336–1573 Thời kỳ Nam-Bắc triều 1336–1392 Thời kỳ Chiến Quốc 1467–1590 Thời kỳ Azuchi-Momoyama (An Thổ-Đào Sơn) 1573–1603 Mậu dịch Nanban (Nam Man) Chiến tranh Nhật Bản – Triều Tiên 1592–1598 Thời kỳ Edo/Tokugawa (Giang Hộ/Đức Xuyên)1603–1868 Chiến tranh Nhật Bản – Lưu Cầu Chiến dịch Ōsaka (Đại Phản) Tỏa Quốc Đoàn thám hiểm Perry Hiệp ước Kanagawa (Thần Nại Xuyên) Bakumatsu (Mạc mạt) Minh Trị Duy tân Chiến tranh Boshin (Mậu Thìn) |                  |
| Hiện đạiThời kỳ Minh Trị (Meiji) 1868–1912 Nhật xâm lược Đài Loan 1874 Chiến tranh Tây Nam Chiến tranh Nhật–Thanh Hiệp ước Mã Quan Chiến tranh Ất Mùi 1895 Phong trào Nghĩa Hòa Đoàn Hòa ước Portsmouth Hiệp ước Nhật–Triều 1910 Thời kỳ Đại Chính (Taishō) 1912-1926 Nhật Bản trong Thế chiến thứ nhất Sự can thiệp của Nhật Bản vào Siberia Đại thảm họa động đất Kantō 1923 Thời kỳ Chiêu Hòa (Shōwa) 1926–1989 Chủ nghĩa quân phiệt Nhật Bản Sự kiện Phụng Thiên Nhật Bản xâm lược Mãn Châu Hiệp ước chống Quốc tế Cộng sản Chiến tranh Trung–Nhật Cuộc tấn công Trân Châu Cảng Vụ ném bom nguyên tử xuống Hiroshima và Nagasaki Chiến tranh Xô–Nhật Nhật Bản đầu hàng Thời kỳ bị chiếm đóng 1945-1952 Nhật Bản thời hậu chiếm đóng Kỳ tích kinh tế Nhật Bản thời hậu chiến Thời kỳ Bình Thành (Heisei) 1989–2019 Thập niên mất mát Động đất Kobe 1995 Cool Japan Động đất và sóng thần Tōhoku 2011 Thời kỳ Lệnh Hòa (Reiwa) 2019–nay Đại dịch COVID-19 tại Nhật Bản |                  |
| Xem thêm Thiên hoàng • Niên biểu • Đế quốc Nhật Bản Kinh tế • Giáo dục • Quân sự • Hải quân • Di sản thế giới |                  |
| x t s |                  |

Bakumatsu (幕末 (Mạc mạt)) là những năm cuối cùng dưới thời Edo khi Mạc phủ Tokugawa sắp sụp đổ. Tiêu biểu là hàng loạt sự kiện quan trọng diễn ra từ năm 1853 đến năm 1867 khiến Nhật Bản chấm dứt chính sách Tỏa Quốc và chuyển từ chế độ phong kiến Mạc phủ sang triều đình Minh Trị. Sự phân hóa lớn nhất về chính trị/tư tưởng trong thời kỳ này là giữa những người dân tộc chủ nghĩa bảo hoàng ishin shishi (Duy tân chí sĩ) và lực lượng của Mạc phủ, bao gồm lực lượng đặc biệt Shinsengumi (Tân tuyển tổ).
Mặc dù hai nhóm này là những thế lực hùng mạnh nhất, nhưng cũng có rất nhiều nhóm khác lợi dụng sự hỗn loạn của thời kỳ Mạc mạt để nắm quyền. Hơn nữa, có thêm hai lực đẩy nữa làm trầm trọng hơn sự mâu thuẫn: thứ nhất là sự bất mãn ngày càng tăng về phần các đại danh tozama, và thứ hai là tình cảm bài phương Tây sau khi Phó đề đốc Matthew C. Perry tới Nhật Bản. Điều thứ nhất liên quan đến các lãnh chúa đã chống lại quân đội nhà Tokugawa trong trận Sekigahara năm 1600 và chính vì điều này mà họ không được bổ nhiệm vào các chức vụ quan trọng trong cơ cấu Mạc phủ. Điều thứ hai được thể hiện trong câu Tôn Hoàng Nhương Di (sonnō jōi). Bước ngoặt của Mạc mạt diễn ra trong chiến tranh Mậu Thìn và Trận Toba-Fushimi khi quân đội Mạc phủ bị đánh bại.

## Hiệp ước Hòa bình và Hữu nghị (1854)
Khi hạm đội bốn chiếc tàu của Phó đề đốc Hải quân Hoa Kỳ là Matthew C. Perry xuất hiện ở vịnh Edo (vịnh Tokyo) tháng 7 năm 1853, Mạc phủ rơi vào tình trạng rối loạn. Chưởng quan Hội đồng tối cao, Abe Masahiro (1819–1857), chịu trách nhiệm thương thuyết với người Mỹ. Không có chút kinh nghiệm gì về đối phó với hiểm họa của an ninh quốc gia, Abe để cân bằng giữa mong muốn của hội đồng tối cao muốn thỏa hiệp với người ngoại quốc, của Thiên Hoàng muốn giữ khoảng cách với người nước ngoài, và với các daimyo muốn tiến hành chiến tranh. Không có được sự nhất trí, Abe quyết định thương thuyết bằng cách chấp nhận đòi hỏi của Perry mở cửa Nhật Bản cho thương nhân nước ngoài trong khi vẫn chuẩn bị cho chiến tranh. Tháng 3 năm 1854, Hiệp ước Hòa bình và Hữu nghị (hay Hiệp ước Kanagawa) vẫn cấm giao thương nhưng mở cửa ba cảng (Nagasaki, Shimoda, Hakodate) cho các tàu săn cá voi Hoa Kỳ cập cảng nhận mua đồ dự trữ, bảo đảm đối xử tốt với các thủy thủ Hoa Kỳ bị đắm tàu, và cho phép Lãnh sự quán Hoa Kỳ mở cửa ở Shimoda, một bến cảng ở bán đảo Izu, phía Tây Nam Edo.

### Rắc rối chính trị và vấn đề hiện đại hóa
Tổn thất với Mạc phủ là rất đáng kể. Tranh cãi về chính sách của triều đình là không bình thường và đã khuyến khích sự chỉ trích của dân chúng với Mạc phủ. Hy vọng nhận được sự ủng hộ của những đồng minh mới. Abe, trước sự bàng hoàng của các đại danh fudai, đã tham khảo ý kiến của các daimyo shinpan và tozama, càng làm xói mòn thêm quyền lực của Mạc phủ.

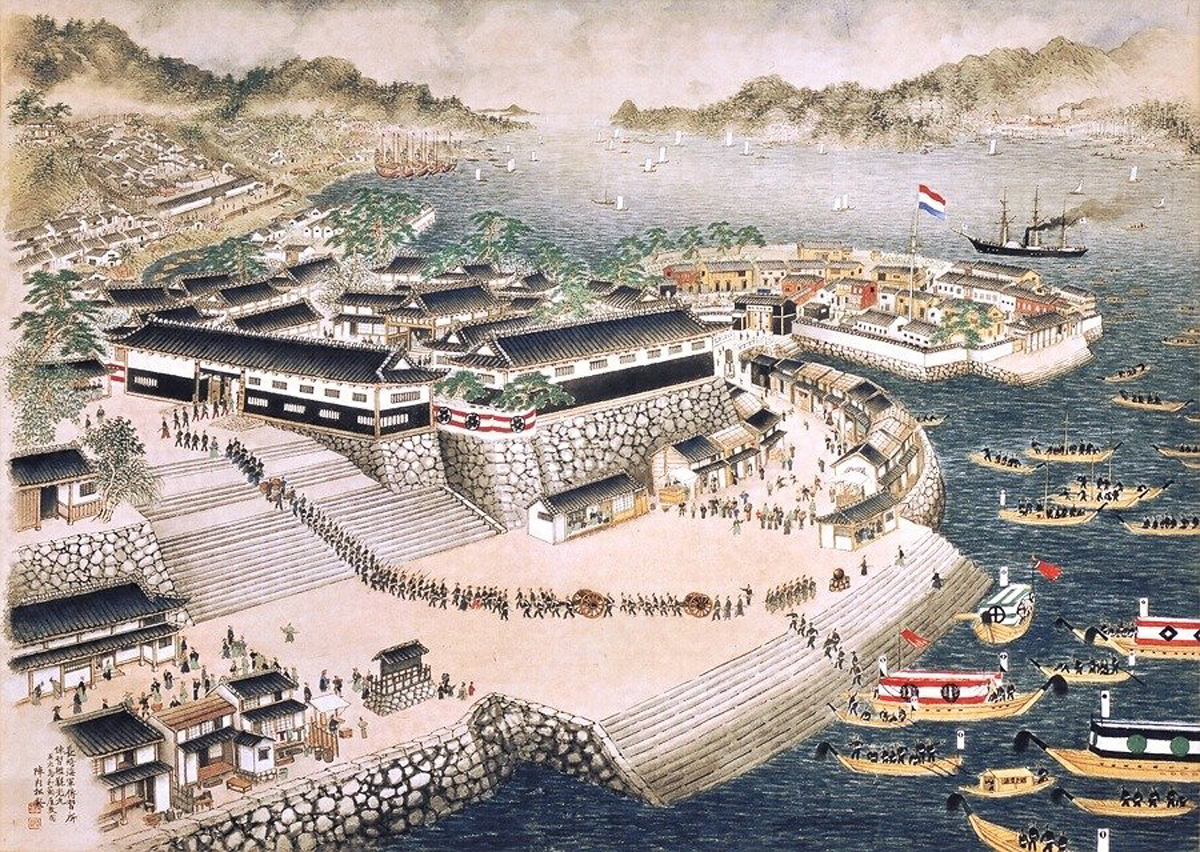
Trung tâm Huấn luyện Hải quân Nagasaki, ở Nagasaki, gần Dejima.

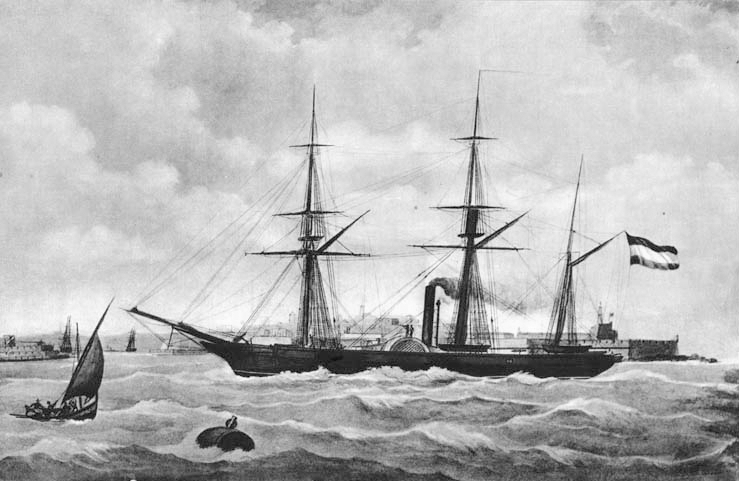
Kankō Maru, Tàu chiến hơi nước đầu tiên của Nhật Bản, 1855.

Trong cải cách An Chính (1854–1856), Abe sau đó cố gắng củng cố quyền lực thống trị bằng cách đặt hàng các tàu chiến và vũ khí Hà Lan và xây dựng một cảng phòng thủ mới. Năm 1855, với sự trợ giúp của Hà Lan, Mạc phủ có được con tàu chiến hơi nước đầu tiên, Kankō Maru, được sử dụng để huấn luyện, và mở của Trung tâm Huấn luyện Hải quân Nagasaki với sự hướng dẫn của người Hà Lan, và một trường quân sự theo kiểu phương Tây được thành lập ở Edo. Năm 1857, Mạc phủ có chiếc tàu chiến hơi nước điều khiển bằng chân vịt đầu tiên, chiếc Kanrin Maru. Tri thức khoa học phương Tây ("Rangaku") được phổ cấp nhanh chóng.
Sự chống đối Abe ngày càng trầm trọng trong nhóm các fudai daimyo, họ chống lại việc Hội đồng Mạc phủ được mở cửa với các tozama daimyo, và ông bị thay thế vị trí Chưởng quan Hội đồng tối cao năm 1855 bởi Hotta Masayoshi (1810–1864). Cầm đầu nhóm chống đối là Tokugawa Nariaki, người đã từ lâu nắm chắc được sự trung thành của quân đội với Thiên hoàng cùng với tình cảm bài ngoại, người được đặt vào vị trí thống lĩnh việc phòng vệ quốc gia từ năm 1884. Trường Mito – dựa trên triết học Nho giáo cải tiến và các nguyên tắc của đạo Shinto – có mục đích là phục hồi lại vị trí của Đế quốc, quay lưng lại với phương Tây.

## Hiệp ước Hữu nghị và Thương mại (1858)

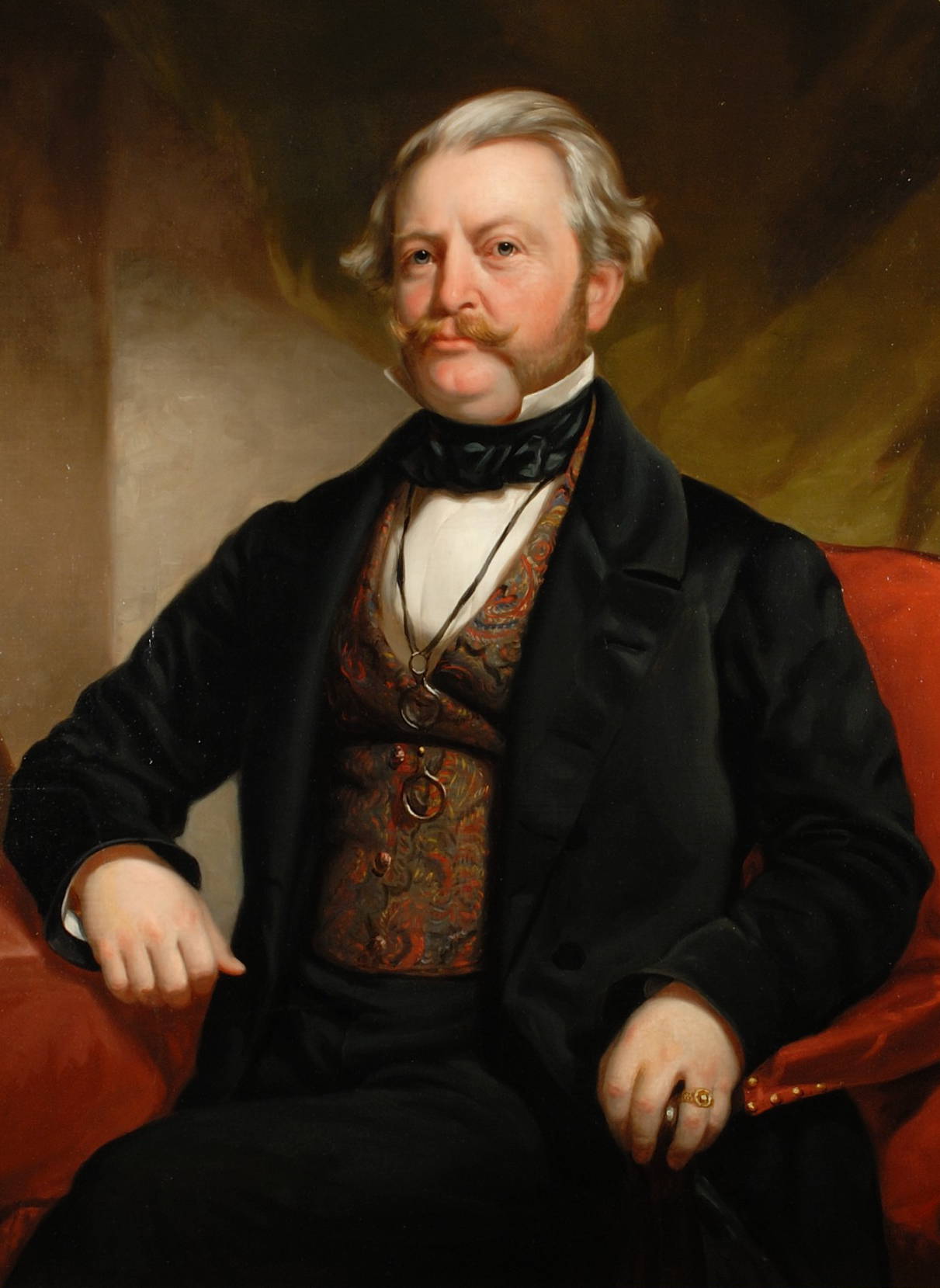
Townsend Harris đàm phán "Hiệp ước Hữu nghị và Thương mại" năm 1858, mở cửa Nhật Bản với ảnh hưởng và thương mại với nước ngoài, dưới các điều kiện bất bình đẳng.

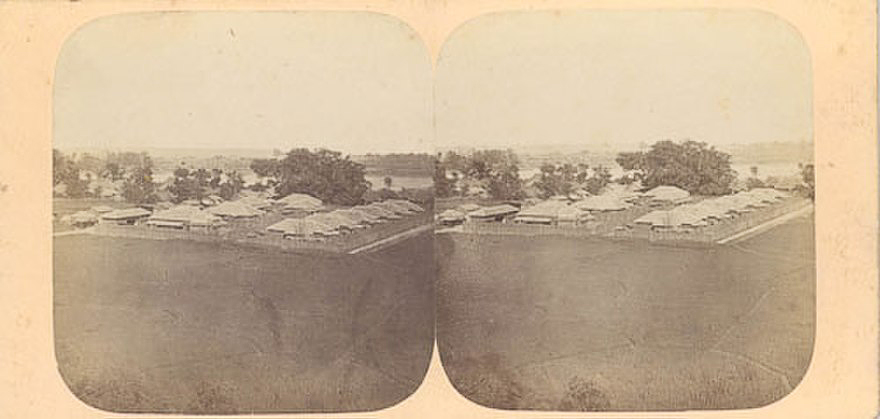
Cảnh Yokohama năm 1859.

Tiếp theo việc bổ nhiệm Townsend Harris làm Lãnh sự Hoa Kỳ năm và sau hai năm đàm phán, Hiệp ước Hữu nghị và Thương mại được ký năm 1858 và có hiệu lực từ giữa năm 1859. Trong một hành động ngoại giao táo bạo, Harris đã chỉ ra nhiều hành động thực dân bạo ngược của Pháp và Anh chống lại Trung Quốc trong cuộc Chiến tranh Nha phiến lần thứ Hai (1856–1860), gợi ý răng những quốc gia này sẽ không ngần ngại gây chiến với Nhật Bản, và Hoa Kỳ đề xuất việc thay thế bằng một nền hòa bình. Những điểm quan trọng nhất của Hiệp ước này là:
- Trao đổi nhân viện ngoại giao.
- Edo, Kobe, Nagasaki, Niigata, và Yokohama mở cửa để giao thương với nước ngoài với tư cách là hải cảng.
- Công dân Hoa Kỳ có thể sống và buôn bán theo ý thích ở những cảng này (chỉ trừ thuốc phiện bị cấm).
- Một hệ thống đặc quyền ngoại giao theo đó người nước ngoài được tuân theo luật của tòa án lãnh sự thay vì hệ thống luật của Nhật Bản.
- Thuế xuất nhập khẩu cố định thấp, bị giám sát bởi quyền kiểm soát quốc tế, do đó lấy đi quyền kiểm soát giao thương của chính quyền Nhật Bản và sự bảo hộ đối với nền công nghiệp quốc nội (tỉ lệ này xuống tới mức thấp nhất là 5% trong những năm 1860.)
- Nhật Bản được quyền mua tàu và vũ khí của Mỹ (ba tàu hơi nước Mỹ được giao cho Nhật Bản năm 1862).

Nhật Bản cũng buộc phải áp dụng bất cứ điều khoản nào dành cho các quốc gia nước ngoài, dưới điều khoản "tối huệ quốc". Ngay sau đó vài quốc gia cũng đi theo mẫu này và đưa ra các điều ước với Nhật Bản (Năm Hiệp ước thời An Chính, Hiệp ước Hữu nghị và Thương mại với Mỹ vào ngày 29 tháng 7 năm 1858, Hiệp ước Hữu nghị và Thương mại Hà Lan-Nhật Bản với Hà Lan ngày 18 tháng 8, Hiệp ước Hữu nghị và Thương mại Nga-Nhật ngày 19 tháng 9, Hiệp ước Hữu nghị và Thương mại Anglo-Nhật ngày 26 tháng 8, và Hiệp ước Hữu nghị và Thương mại Pháp-Nhật ngày 9 tháng 10).
Cửa hiệu nhanh chóng được mở cửa ở các thương cảng mở.

## Khủng hoảng và xung đột

### Khủng hoảng chính trị

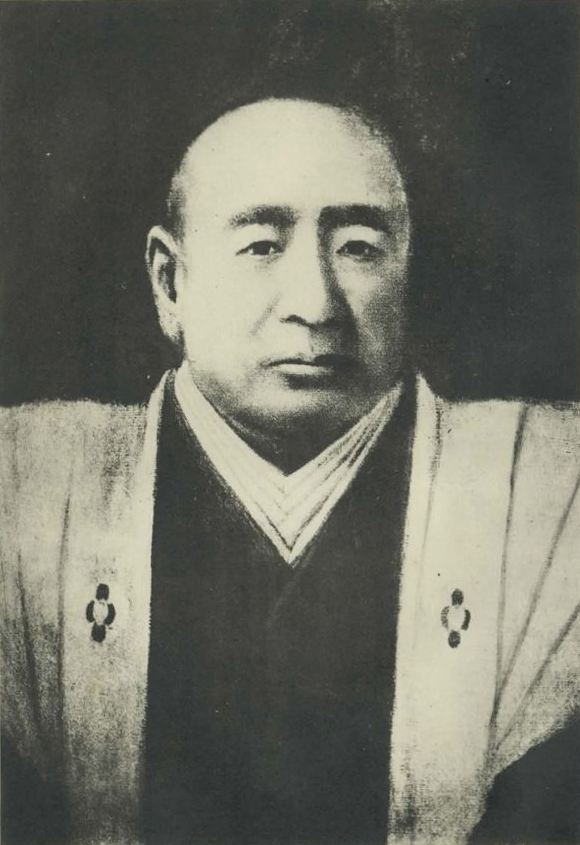
Hotta Masayoshi (1810–1864).

Hotta mất sự ủng hộ của các daimyo lớn, và khi Tokugawa Nariaki chống lại các điều ước mới ký, Hotta tìm kiếm sự phê chuẩn của Thiên Hoàng. Các quan lại của triều đình, nhận thức được sự yếm thế của Mạc phủ, đã từ chống yêu cầu của Hotta dẫn đến việc ông phải từ chức, và như vậy lần đầu tiên sau hàng trăm năm lôi Kyoto và Thiên Hoàng vào việc chính trị nội bộ nước Nhật. Khi Tướng Quân qua đời mà không có người thừa kế, Nariaki yêu cầu triều đình ủng hộ con trai mình, Tokugawa Yoshinobu (hay Keiki), lên ngôi Chinh di Đại tướng quân, một ứng cử viên được các daimyo shinpan và tozama ưu thích. Các đại danh fudai chiến thắng trong cuộc tranh giành quyền lực, lập lên Ii Naosuke, ký kết Năm Hiệp ước thời An Chính nhờ đó chấm dứt 200 năm tách biệt với thế giới mà không cần sự đồng ý của triều đình (được cho là vào năm 1865) và bắt giữ Nariaki và Yoshinobu, xử tử Yoshida Shōin (1830–1859, một trí thức sonnō-jōi hàng đầu, người đã phản đối lại Hiệp ước ký với Mỹ và âm mưu một cuộc cách mạng chống lại Mạc phủ) được biết đến với tên gọi Thanh trừng An Chính.

### Hiện đại hóa, khủng hoảng kinh tế và nổi dậy

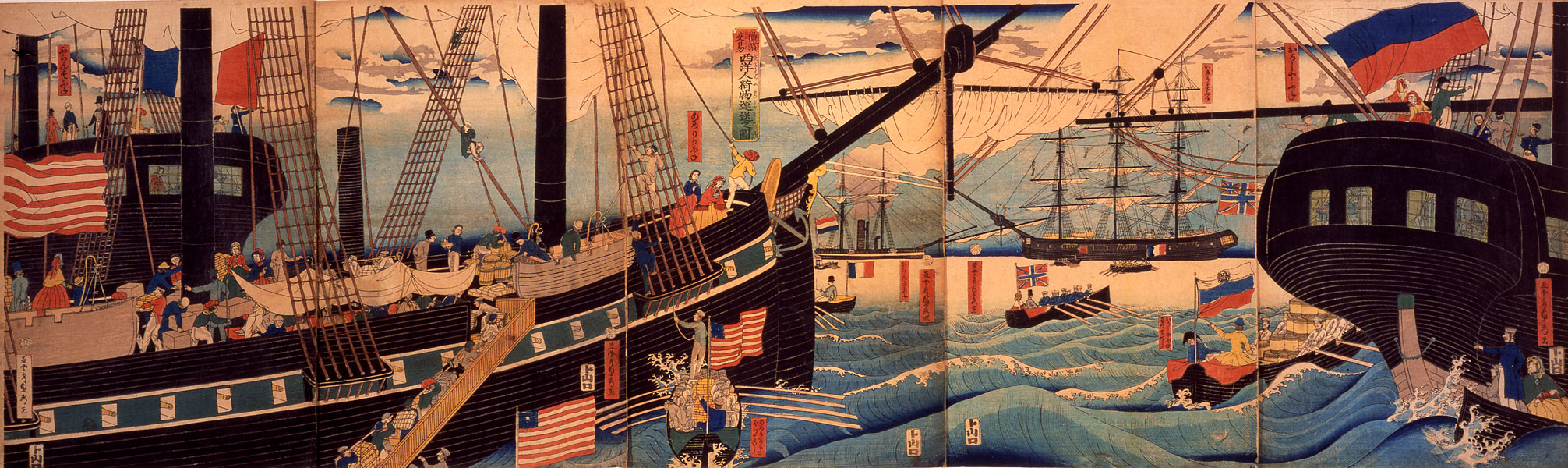
Tàu nước ngoài ở thương cảng Yokohama.

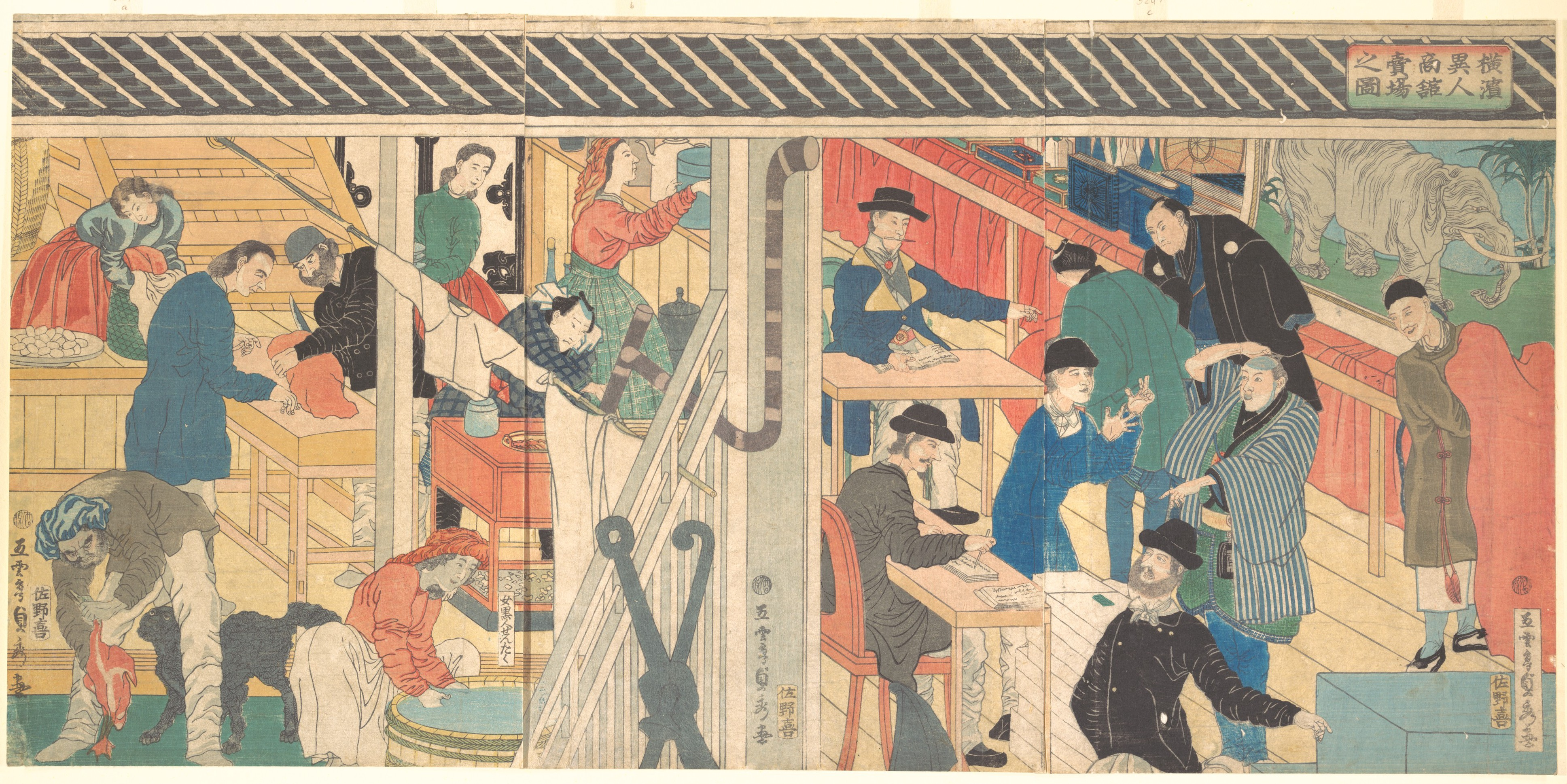
Một tiệm buôn ở Yokohama năm 1861.

Việc mở cửa nước Nhật cho ngoại thương không kiểm soát đã dẫn đến nhiều bất ổn đối với nền kinh tế Nhật Bản. Trong khi nhiều nhà kinh doanh phát đạt, nhiều người khác lại đi đến lụn bại. Thất nghiệp, lạm phát gia tăng. Thật trùng hợp, các nạn đói lớn cũng khiến giá lượng thực tăng lên chóng mặt. Những cuộc xô xát diễn ra giữa những người nước ngoài láo xược, được ngoại giao đương thời đánh giá là "lũ cặn bã của địa cầu", và người Nhật.
Hệ thống tiền tệ Nhật Bản sụp đổ. Theo truyền thống, tỷ giá trao đổi giữa vàng và bạc ở Nhật Bản là 1:5, trong khi tỷ giá của thế giới là 1:15. Điều này dẫn đến việc vàng bị người ngoại quốc săn lùng ráo riết, và cuối cùng buộc nhà cầm quyền Nhật Bản phải hạ tỷ giá xuống.
Người nước ngoài cũng mang dịch tả đến Nhật Bản (có lẽ là từ Ấn Độ), dẫn đến cái chết của hàng trăm ngàn người 

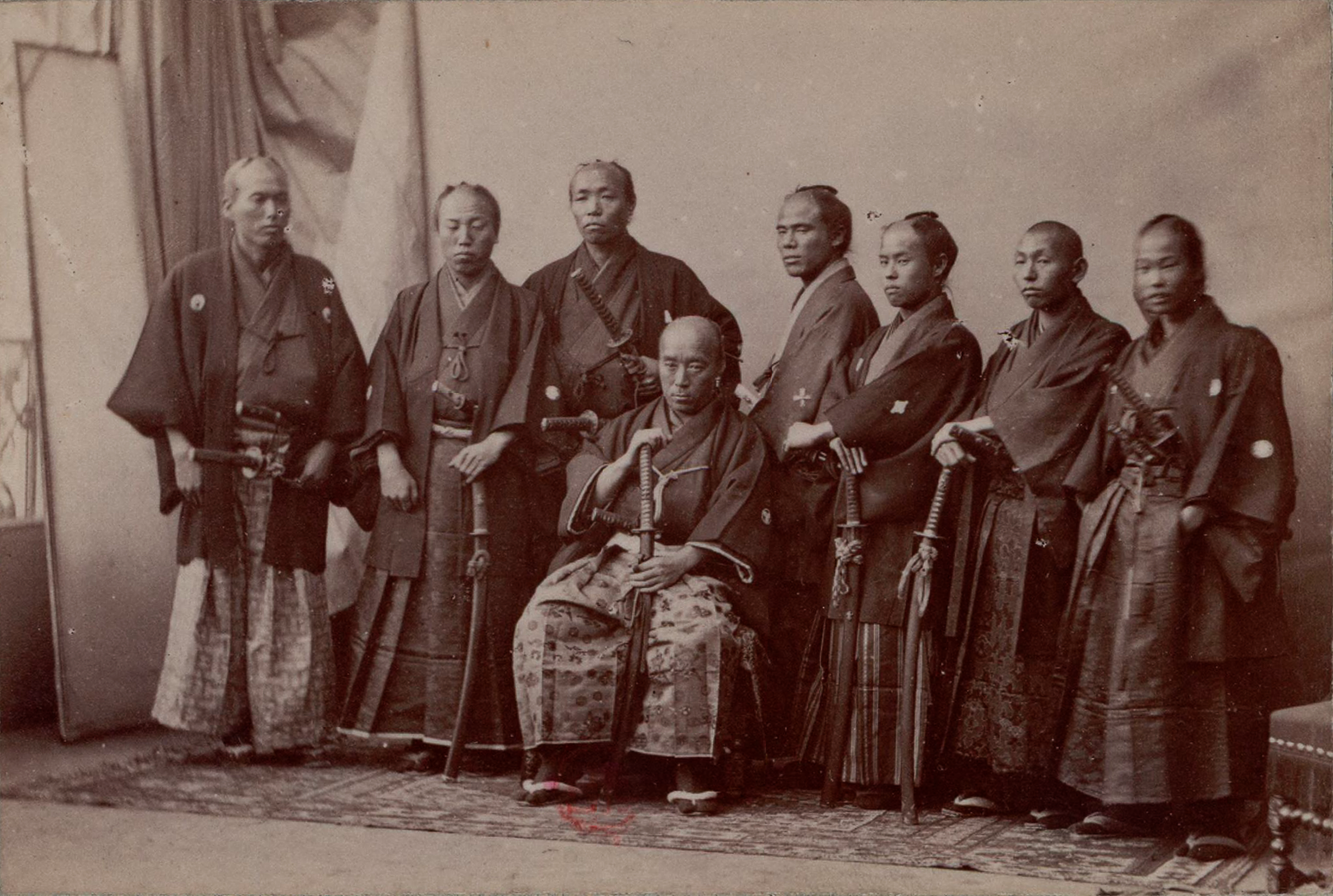
Các thành viên của đoàn sứ thần Nhật Bản đầu tiên đến châu Âu năm 1862, bao quanh Shibata Sadataro, người đứng đầu phái đoàn (ngồi).

Trong những năm 1860, khởi nghĩa nông dân (hyakushō ikki) và nhiễu loạn ở đô thị (uchikowashi) liên tiếp diễn ra. Phong trào "Phục sinh thế giới" xuất hiện (yonaoshi ikki), cũng như nhiều phong trào sôi nổi khá buồn cười khác như Eejanaika ("Không tuyệt sao!").
Vài phái bộ được Mạc phủ cử ra nước ngoài, với mục đích học tập văn minh phương Tây, xét lại các hiệp ước bất bình đẳng, và trì hoãn việc mở cửa các thành phố và thương cảng cho ngoại thương. Những cố gắng về việc ký lại các hiệp ước này vẫn không thành công.
Đoàn sứ thần đến Hoa Kỳ khởi hành năm 180, trên con tàu Kanrin Maru và tàu USS Powhattan. Đoàn sứ thần đầu tiên đến châu Âu khởi hành năm 1862.

### Sát hại người nước ngoài và xung đột công khai

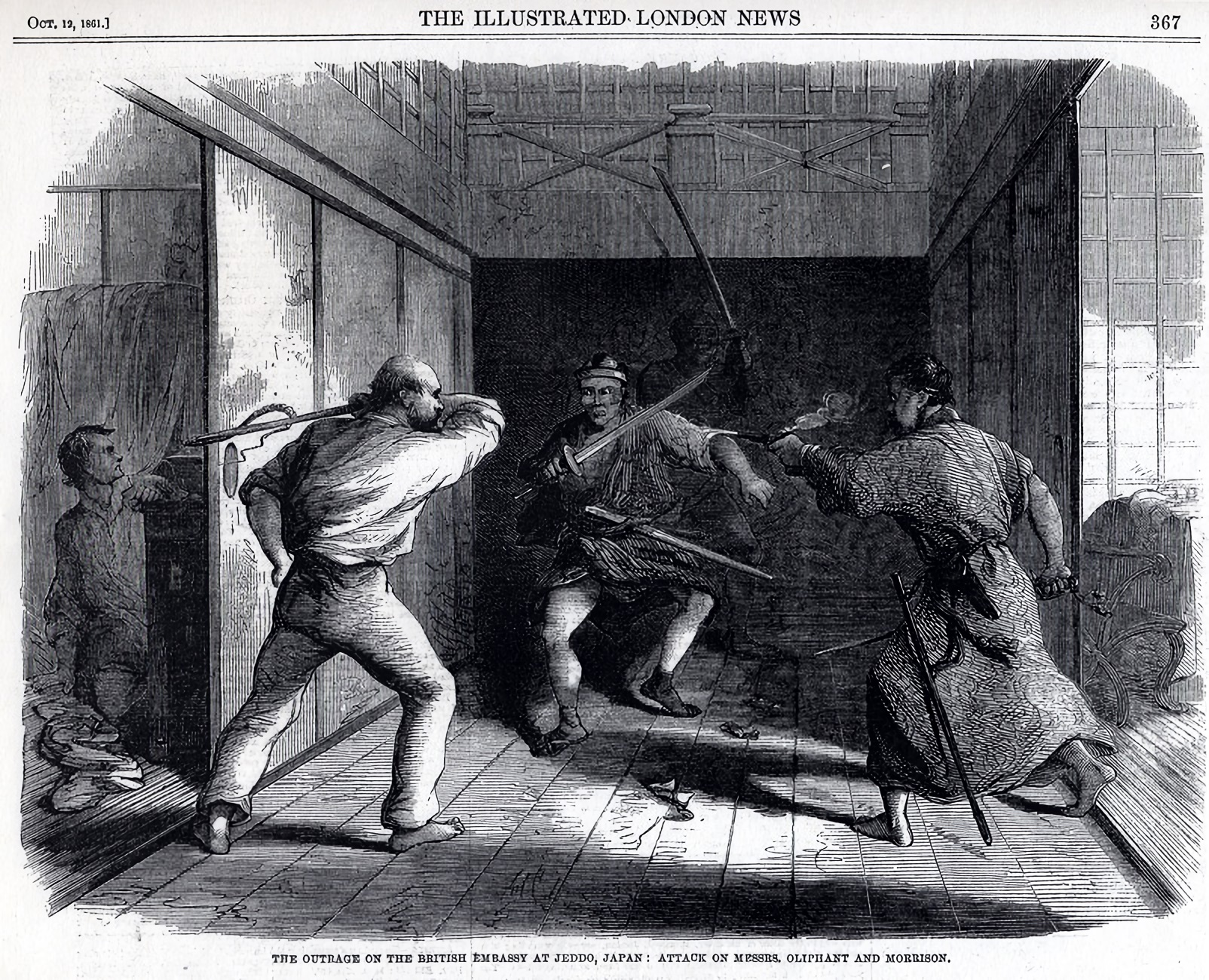
Tấn công Công sứ Anh ở Edo, 1861.

Bạo lực với người nước ngoài và những người làm ăn với họ gia tăng. Ii Naosuke, người đã ký Hiệp ước Harris và cố tiêu diệt việc chống lại Âu hóa với cuộc Thanh trừng An Chính bị sát hại tháng 3 năm 1860 ở Sakuradamon. Henry Heusken, thông dịch viên người Hà Lan của Harris bị các kiếm sỹ giết chết tháng 1 năm 1861. Cũng trong năm đó, Công sứ Anh ở Edo bị tấn công, hai người chết. Trong thời kỳ đó, cứ mỗi tháng lại có một người nước ngoài bị giết chết. Tháng 9 năm 1862 xảy ra sự kiện Richardson, theo đó quân đội nước ngoài tiến hành những hoạt động quyết định để bảo vệ người ngoại quốc và bảo đảm sự thi hành của các điều khoản trong Hiệp ước. Tháng 5 năm 1863, Công sứ Hoa Kỳ ở Edo bị thiêu sống.

Sự kiện Richardson, tranh khắc gỗ Nhật Bản thế kỷ 19. Charles Lennox Richardson ở trung tâm bức tranh.

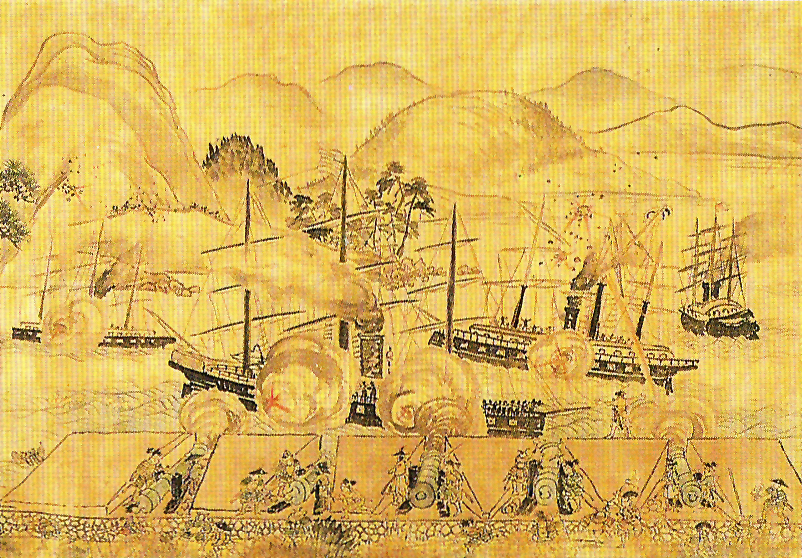
Đại bác Nhật Bản bắn vào tàu phương Tây ở Shimonoseki năm 1863. Tranh Nhật Bản.

Chiến tranh chống lại phương Tây tiến xa hơn bằng việc nổ ra các cuộc xung đột công khai khi Thiên Hoàng Kōmei, phá vỡ truyền thống hàng trăm năm, bắt đầu đóng một vai trò nổi trội trong các vấn đề quốc gia và ra Chiếu chỉ đánh đuổi ngoại xâm (攘夷実行の勅命) vào ngày 11 tháng 3 và 11 tháng 4 năm 1863. Căn cứ địa Shimonoseki của gia tộc Chōshū, dưới sự chỉ huy của lãnh chúa Mori Takachika, nghe theo chiếu chỉ, và bắt đầu hành động để trục xuất tất cả người ngoại quốc kể từ hạn cuối cùng (10 tháng 5, âm lịch). Công khai bất tuân lệnh của Mạc phủ, Takachika ra lệnh cho quân đổi của mình bắn mà không cần cảnh báo vào các tàu nước ngoài đi ngang qua eo Shimonoseki.
Dưới sức ép của Thiên Hoàng, Tướng quân bị ép phải ban hành tuyên cáo về việc chấm dứt quan hệ với người nước ngoài. Lệnh này được đưa đến các Công sứ nước ngoài bởi Ogasawara Zusho no Kami ngày 24 tháng 6 năm 1863:
"Lệnh của Tướng quân, nhận từ Kyoto, rằng các cảng sẽ bị đóng cửa và người nước ngoài bị trục xuất, vì người dân nước này không muốn giao lưu với người ngoại quốc."— Công văn của Ogasawara Dzusho no Kami, 24 tháng 6 năm 1863, trích từ Một nhà ngoại giao ở Nhật Bản, Ernest Satow, p75

Trung tá Neale, người đứng đầu Công sứ quán Anh, đáp lại bằng những lời mạnh mẽ, coi đây như là một lời tuyên chiến:
"Điều này, thực tế, là một lời tuyên chiến của Nhật Bản chống lại tất cả các Cường quốc đã ký Hiệp ước, và kết quả của nó, nếu không phải là sự ngừng lại, thì đất nước này sẽ phải đền tội bằng hình phạt nghiêm khắc và thích đáng nhất"— Edward Neale, 24 tháng 6 năm 1863. Trích từ Một nhà ngoại giao ở Nhật Bản, Ernest Satow, p77

Một đoàn sứ bộ thứ hai của Nhật được gửi đến châu Âu vào tháng 12 năm 1863, với nhiệm vụ giành được sự ủng hộ của châu Âu trong việc phục hồi lại việc đóng cửa giao thương của Nhật như trước, và đặc biệt là chấm dứt việc tiếp cận với bến Yokohama của người nước ngoài. Đoàn sứ thần kết thúc hoàn toàn thất bại vì các cường quốc châu Âu không thấy có lợi gì từ việc đưa ra những yêu cầu mềm mỏng hơn.

## Can thiệp quân sự phương Tây (1863-1865)
Ảnh hưởng của người Mỹ, quan trọng trong thời gian đầu, mất dần từ sau năm 1861 vì cuộc Nội chiến Hoa Kỳ (1861–1865) tiêu tốn mọi tài nguyên của nước Mỹ. Ảnh hưởng này bị thay thế mà không bị hủy bỏ bởi các nước Anh, Hà Lan và Pháp.
Hai người cầm đầu việc chống lại Mạc phủ là Chōshū và Satsuma. Vì họ dường như đã can dự trực tiếp vào cuộc tấn công các con tàu nước ngoài ở Shimonoseki trước đây, và sau này là vụ giết hại Richardson, và Mạc phủ cũng tuyên bố rằng không thể tự minh xoa dịu họ được, quân đồng minh quyết định tiến hành một cuộc viễn chinh quân sự trực tiếp.

### Can thiệp Hoa Kỳ (tháng 7 năm 1863)

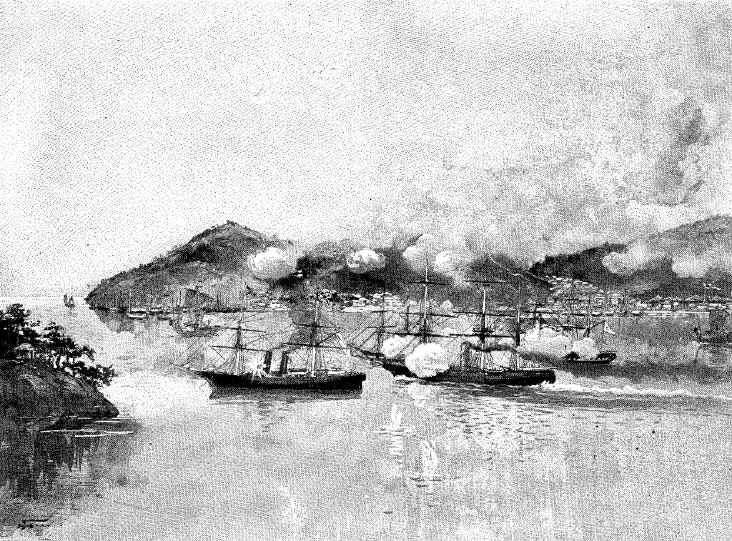
Tàu USS Wyoming chiến đấu ở eo biển Shimonoseki chống lại con tàu chiến hơi nước của Choshu,Daniel Webster (6 súng), thuyền hai buồm Lanrick (Kosei, 10 súng), và tàu hơi nước Lancefield (Koshin, 4 súng).

Sáng ngày 16 tháng 7 năm 1863, với sự đồng ý của Công sứ Pruyn, với một phản ững rõ ràng với cuộc tấn công vào tàu Pembroke, tàu khu trục nhỏ USS Wyoming dưới sự chỉ huy của chính Đại tá Hải quân McDougal tiến vào eo biển và chạm trán trực diện với tàu chiến do Mỹ đóng nhưng có thủy thủ kém hơn của quân nổi dậy. Sau gần hai giờ chiến đấu trước khi rút lui, McDougal đã đánh chìm được một tàu lớn và đánh bị thương nặng hai chiếc khác, giết chết 40 người Nhật, trong khi chiếc Wyoming cũng chịu tổn thất không nhỏ với 14 thủy thủ chết và bị thương.

### Can thiệp Pháp (tháng 8 năm 1863)
Sau trận đánh của McDougal, hai tuần sau đó, một đội quân đổ bộ với hai tàu chiến, tàu Tancrède và Dupleix, cùng 250 người dưới sự chỉ huy của Đại tá Hải quân Benjamin Jaurès càn quét vào Shimonoseki và thiêu hủy một thị trấn nhỏ, cùng với ít nhất một ụ pháo.

### Anh bắn phá Kagoshima (tháng 8 năm 1863)

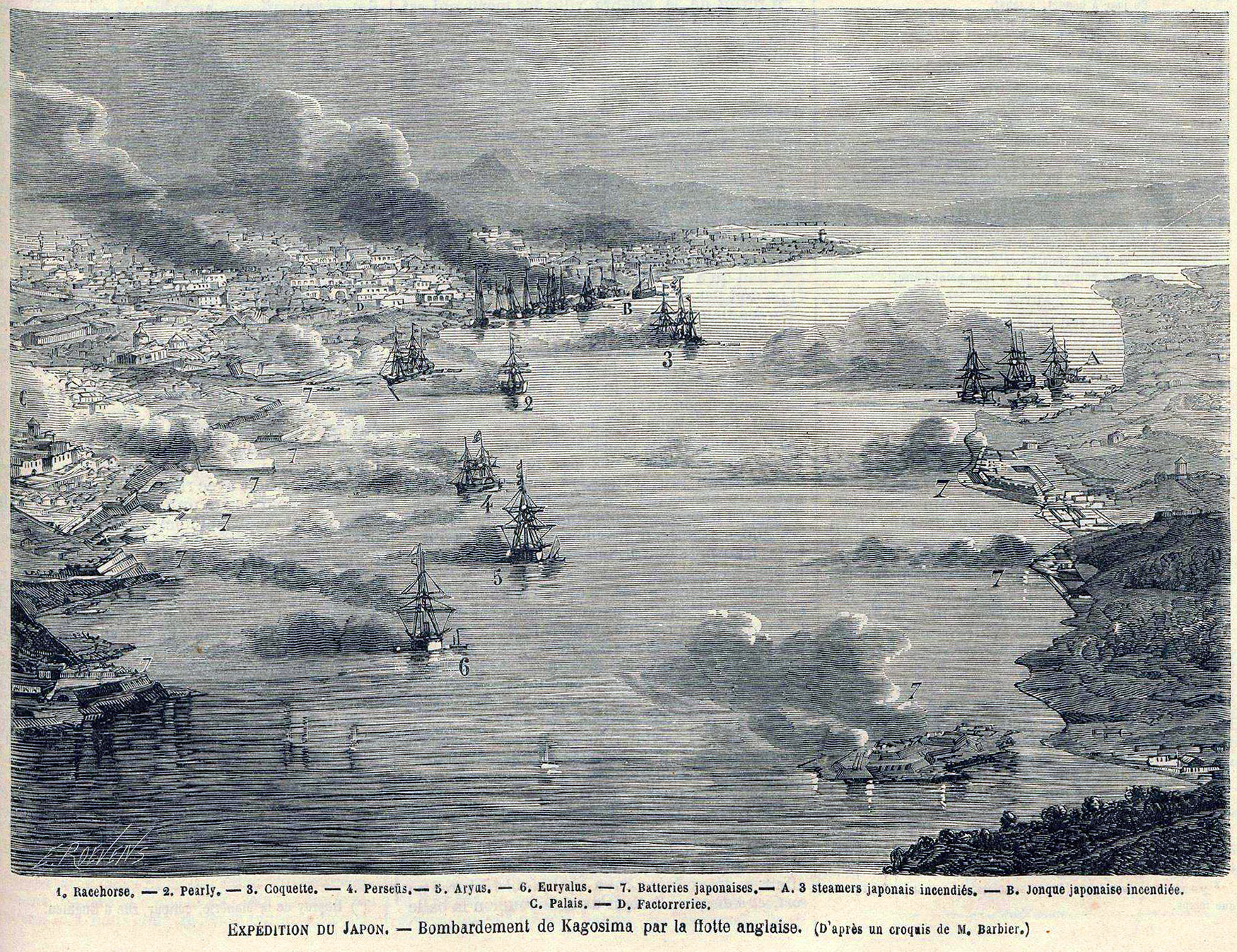
Toàn cảnh cuộc oanh tạc Kagoshima của Hải quân Hoàng gia, 15 tháng 8 năm 1863. Le Monde Illustré.

Tháng 8 năm 1863, trận bắn phá Kagoshima nổ ra, để trả đũa cho Sự kiện Namamugi và việc giết hại thương nhân người Anh Richardson. Hải quân Hoàng gia Anh bắn phá thị trấn Kagoshima và tiêu diệt một vài chiếc tàu. Phiên bang Satsuma sau đó đàm phán và chịu bồi thường 25.000 Bảng, nhưng không trao người đã giết Richardson, để đổi lại một hiệp ước theo đó Anh sẽ cung cấp tàu chiến hơi nước cho Satsuma. Cuộc giao tranh này thực sự trở thành khởi đầu cho mối quan hệ giữa Satsuma và Anh, trở thành mối liên minh quan trọng trong chiến tranh Mậu Thìn sau đó. Ngay từ đầu, tỉnh Satsuma nói chung đã ủng hộ việc mở cửa và hiện đại hóa Nhật Bản. Mặc dù sự kiện Namamugi là một điều đáng tiếc, nó không phản ánh chính sách của Satsuma.

### Đồng minh bắn phá Shimonoseki (tháng 9 năm 1864)

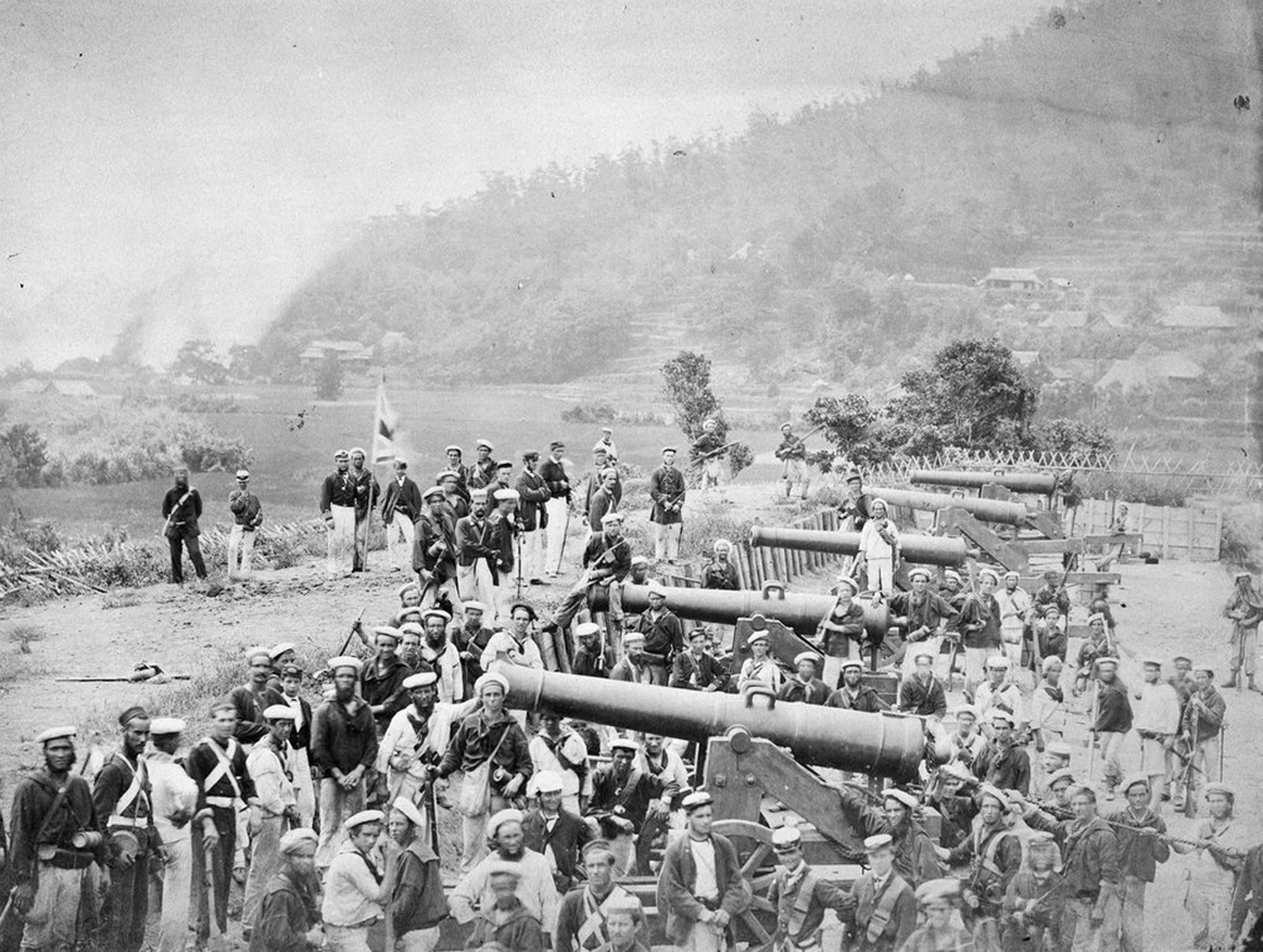
Bắn phá Shimonoseki, 1863–1864.

Các nước phương Tây lên kế hoạch một cuộc trả đũa chống lại những người Nhật chống đối với cuộc bắn phá Shimonoseki. Cuộc can thiệp của đồng minh diễn ra vào tháng 9 năm 1864, với lực lượng hải quân của Anh Quốc, Hà Lan, Pháp và Hoa Kỳ, chống lại đại danh hùng mạnh Mōri Takachika của lãnh địa Chōshū đóng tại Shimonoseki, Nhật Bản. Cuộc giao tranh này đe dọa kéo cả Hoa Kỳ, vốn đã kiệt quệ vì nội chiến, vào một cuộc chiến tranh ở bên ngoài.

### Đưa quân đến Hyōgo (tháng 11 năm 1865)

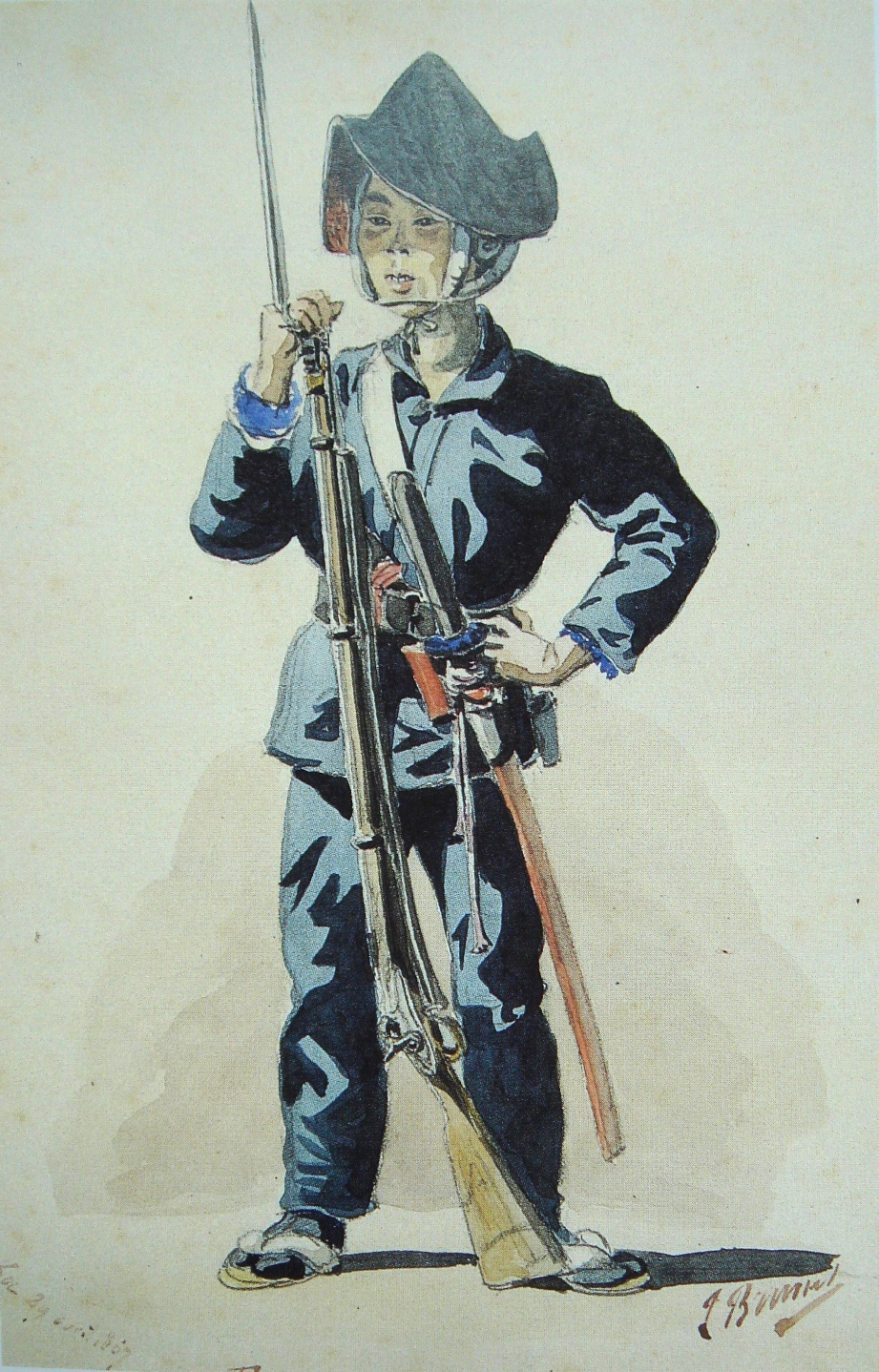
Lính bộ binh Mạc phủ Nhật Bản (Osaka, 29 tháng 4 năm 1867). Jules Brunet vẽ.

Vì Mạc phủ đã chứng minh rằng mình không thể trả nổi chiến phí 3.000.000 USD theo yêu cầu của nước ngoài cho cuộc can thiệp ở Shimonoseki, các nước ngoài đồng ý giảm khoản tiền này xuống với điều kiện Thiên Hoàng phải phê chuẩn Hiệp ước Harris, hạ thuế nhập khẩu với đồng phục xuống 5%, và mở hải cảng Hyōgo (ngày nay là Kōbe) và Osaka cho thương nhân nước ngoài. Với mục đích làm gia tăng sức nặng của yêu cầu, một hạm đội bốn tàu của Anh Quốc, một tàu của Hà Lan, và ba tàu của Pháp được điều đến cảng Hyōgo tháng 11 năm 1865. Rất nhiều cuộc đột kích được quân đội nước ngoài tung ra cho đến khi Thiên hoàng chịu đồng ý thay đổi sự chống đối của mình với Hiệp ước, bằng cách chính thức cho phép Tướng quân lo liệu việc đàm phán với các cường quốc nước ngoài.
Những cuộc giao tranh này giúp nhận ra rằng việc đối đầu trực diện với các nước phương Tây không phải là giải pháp cho nước Nhật. Khi Mạc phủ tiếp tục các nỗ lực hiện đại hóa, các đại danh phía Tây (đặc biệt là Satsuma và Chōshū) cũng tiếp tục nỗ lực hết mình hiện đại hóa để xây dựng một nước Nhật hùng cường và thiết lập một chính phủ hợp pháp dưới quyền lực của Thiên Hoàng.

## Bakumatsu đổi mới và hiện đại hóa

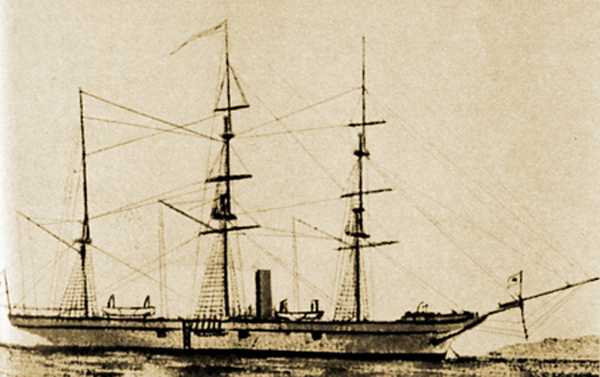
Kanrin Maru, tàu chiến hơi nước lái chân vịt đầu tiên ở Nhật Bản, 1855.

Trong những năm cuối của Mạc phủ, hay Mạc mạt, Mạc phủ tiến hành những biện pháp mạnh mẽ để cố tái khẳng định địa vị thống trị của mình, mặc dù việc tham dự vào công cuộc hiện đại hóa và giao thiệp với các cường quốc khiến Mạc phủ trỏ thành đích nhắm của mọi tình cảm chống phương Tây trên khắp đất nước.
Các học viên hải quân được gửi đến học ở các trường hải quân phương Tây, bắt đầu truyền thống của các lãnh đạo được đào tạo ở nước ngoài, như Đô đốc Enomoto. Kỹ sư hải quân Pháp Léonce Verny được thuê làm kho chứa vũ khi hải quân, như ở Yokosuka và Nagasaki. Vào cuối thời Mạc phủ Tokugawa năm 1867, Hải quân Nhật Bản của Tướng quân đã sở hữu 8 tàu chiến hơi nước kiểu phương Tây quanh kỳ hạm Kaiyō Maru, được sử dụng chống lại quân đội bảo hoàng trong chiến tranh Mậu Thìn, dưới sự chỉ huy của Đô đốc Enomoto. Một sứ bộ quân sự Pháp được gửi đến Nhật Bản năm 1867 để giúp hiện đại hóa quân đội của Mạc phủ. Nhật Bản cử các phái đoàn và tham dự vào Hội chợ Thế giới 1867 ở Paris.

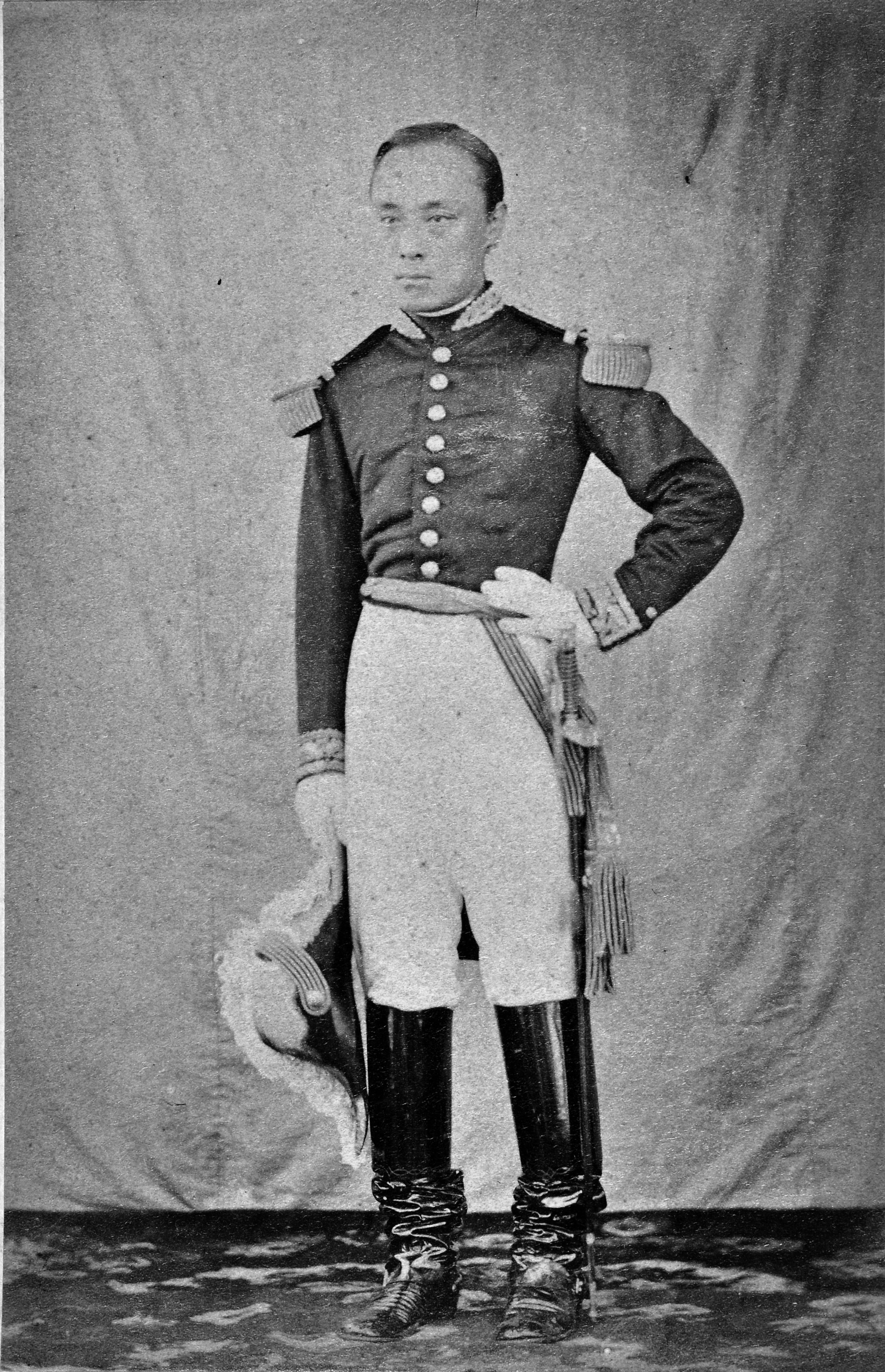
Tokugawa Yoshinobu, vị Tướng quân cuối cùng trong quân phục Pháp, kh. 1867

Sùng kính Thiên Hoàng như một biểu tượng cho sự thống nhất. Những người cực đoan liên tiếp tiến hành những vụ tấn công và ám sát nhắm đến Mạc phủ, chính quyền của các Han và người nước ngoài. Sự trả đũa của hải quân nước ngoài trong cuộc chiến tranh Anh-Satsuma dẫn đến thậm chí những ưu đãi thương mại lớn hơn qua hiệp ước 1865, nhưng Yoshitomi không thể thực thu các hiệp ước của phương Tây. Quân đội Mạc phủ bị đánh bại khi đước điều đến để đè bẹp sự bất mãn ở các han thuộc hai tỉnh Satsuma và Chōshū năm 1866. Cuối cùng, năm 1867, Thiên hoàng Hiếu Minh qua đời và người con trai thứ hai là Mutsuhito lên nối ngôi, Thiên hoàng Minh Trị.
Keiki miễn cưỡng phải trở thành người đứng đầu gia đình Tokugawa và Chinh di Đại tướng quân sau cái chết không ngờ tới của Tokugawa Iemochi, vào giữa năm 1866. Ông cố tái tổ chức lại triều đình dưới quyền của Thiên Hoàng trong khi vẫn bảo vệ vai trò lãnh đạo của Tướng quân, một hệ thống được gọi là kōbu gattai. Lo sợ sức mạnh ngày càng tăng của các đại danh Satsuma và Chōshū, các daimyo khác kêu gọi trao trả quyền lực chính trị của Tướng quân cho Thiên Hoàng và Hội đồng các đại danh do cựu Tướng quân Tokugawa đứng đầu. Với sự đe dọa của các hành động quân sự sắp diễn ra Satsuma-Chōshū, Keiki hành động trước bằng cách trao lại một số quyền lực trước kia của ông.

## Mạc phủ chấm dứt

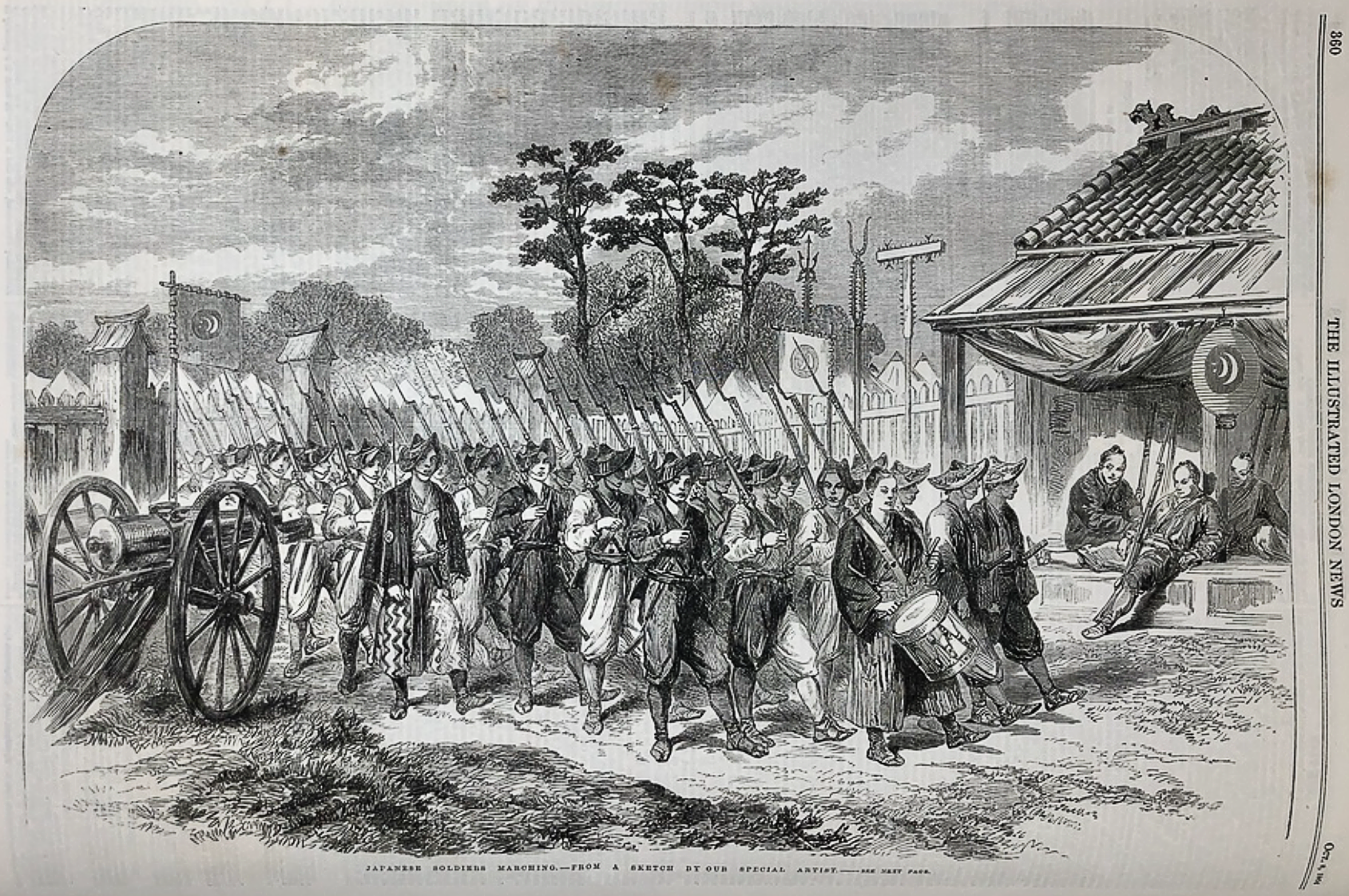
Quân đội của Tướng quân năm 1864.Illustrated London News.

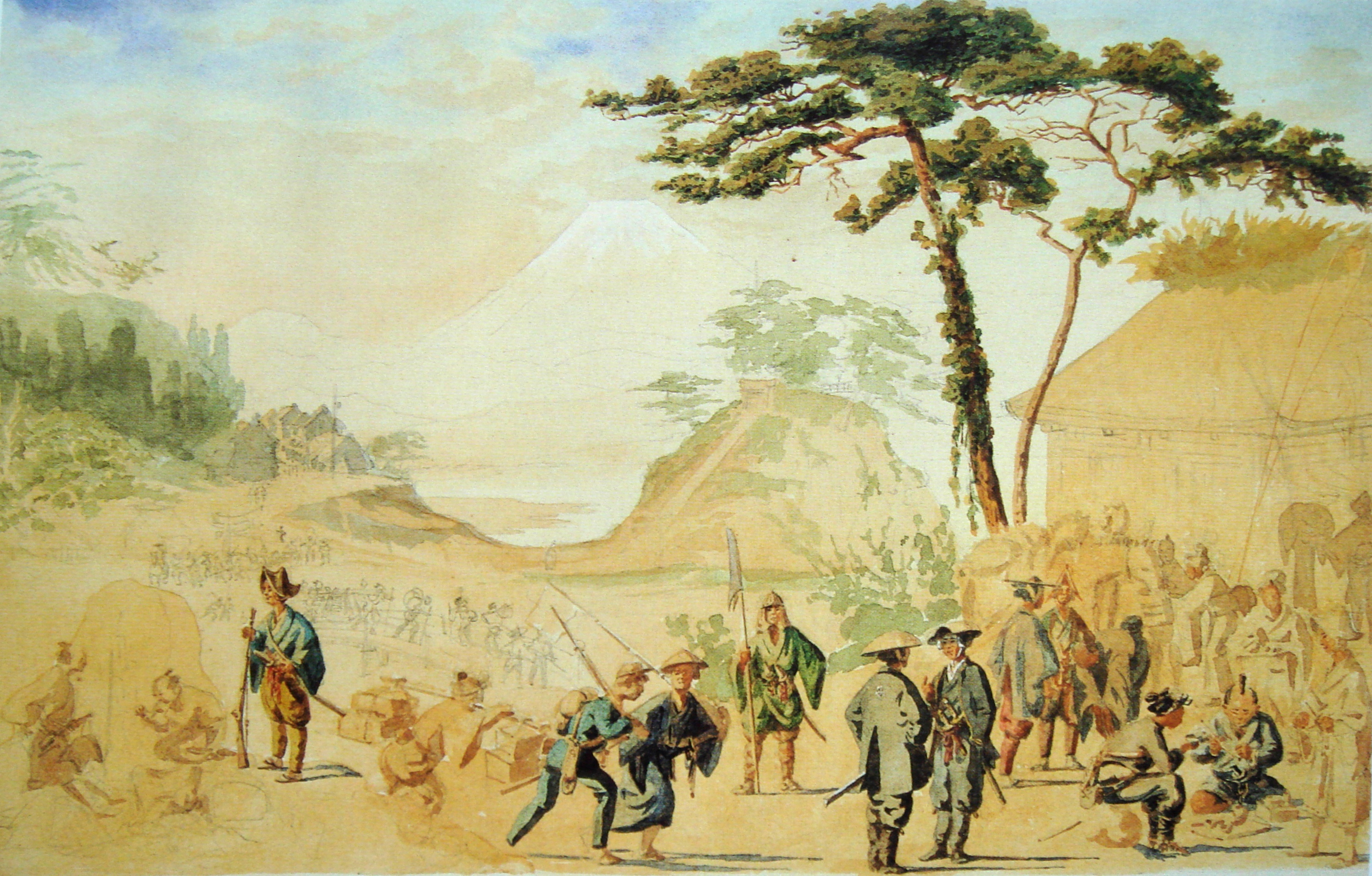
Quân lính Mạc mạt gần núi Phú Sĩ năm 1867.Jules Brunet vẽ.

Sau khi Keiki tạm thời tránh cuộc xung đột ngày càng tăng, các lực lượng chống Tướng quân gây ra hàng loạt các vụ lộn xộn trên các đường phố Edo bằng cách dùng các rōnin. Quân đội Satsuma và Chōshū sau đó tiến đến Kyoto, ép triều đình ra chỉ dụ dẹp bỏ Mạc phủ. Sau hội nghị của các daimyo, tước quyền lực của Mạc phủ trong những ngày chết chóc của năm 1867. Lãnh đạo của Satsuma, Chōshū, và các han khác cũng như các cận thẩn, tuy vậy, lại nổi loạn, chiếm giữ Hoàng cung, và tự mình tuyên cáo việc phục hồi Đế quyền vào 3 tháng 1 năm 1868. Keiki trên danh nghĩa chấp nhận kế hoạch này, từ triều đình về nghỉ ở Osaka cùng lúc với từ chức Chinh di Đại tướng quân. Lo sợ sự nhượng bộ bề ngoài ngôi Tướng quân thực chất lại là củng cố quyền lực, cuộc tranh cãi tiếp diễn cho đến đỉnh điểm là cuộc đối đầu quân sự giữa quân đội nhà Tokugawa và các lãnh địa đồng minh với Satsuma, Tosa và Chōshū, ở Fushimi và Toba. Với bước ngoặt của trận đánh thuộc về quân đội chống Tướng quân, Keiki sau đó rời Osaka đến Edo, chính thức chấm dứt quyền lực của nhà Tokugawa, và Mạc phủ đã thống trị Nhật Bản trong hơn 250 năm.
Sau chiến tranh Mậu Thìn (1868–1869), Mạc phủ bị giải thể, và Keiki bị giáng xuống làm một daimyo thông thường. Việc kháng cự vẫn tiếp diễn ở phía Bắc trong năm 1868, và Hải quân Mạc phủ dưới sự chỉ huy của Đô đốc Enomoto Takeaki vẫn cầm cự thêm 6 tháng nữa ở Hokkaidō, họ thành lập Cộng hòa Ezo nhưng chỉ tồn tại được một thời gian ngắn. Sự thách thức này chấm dứt trong trận Hakodate, sau một tháng chiến đấu.

## Xã hội thời Mạc mạt
Trong thời kỳ này, nước Nhật đang trong buổi giao thời giữa cái cũ và cái mới. Đầu tiên là sự nứt gãy của cấu trúc xã hội truyền thống Nhật Bản. Mâu thuẫn giữa giai cấp phong kiến thống trị và những người nông dân, dân nghèo càng lúc càng sâu sắc, với hàng loạt cuộc khởi nghĩa lớn nhỏ của nhân dân bùng phát. Chính sách kiềm chế của Mạc phủ đối với các lãnh chúa Đại danh đã khiến hộ nghèo hơn, không đủ khả năng chu cấp cho các võ sĩ của mình, đến lượt mình các võ sĩ trở thành những người nghèo khổ, lưu lạc, sống lang thang. Đồng thời nội thương phát đạt đã khiến thương nhân - tầng lớp trước nay bị xem thường - phất lên nhanh chóng, ví dụ như Tam Tỉnh và Tiểu Dã đã trở thành các tập đoàn thương nghiệp khổng lồ. Nhưng tầng lớp này vẫn không được thừa nhận về mặt địa vị. Một số gia đình thương nhân đặt quan hệ hôn nhân với các gia đình võ sĩ - những người đang cần chỗ dựa về tài chính - và gia nhập vào tầng lớp này.
Một số người thuộc tầng lớp võ sĩ, nhận được sự giáo dục tốt thì bắt đầu tìm tòi con đường cải cách. Mối quan hệ buôn bán hạn chế với Hà Lan đã phần nào giúp chủ nghĩa tư bản phương Tây thâm nhập vào xã hội phong kiến Nhật Bản và đẩy nhanh sự sụp đổ của nó.

### Shōgun
- Tokugawa Iemochi
- Tokugawa Yoshinobu

### Daimyō
- Tokugawa Nariaki
- Ii Naosuke
- Kuroda Nagahiro
- Date Munenari
- Matsudaira Yoshinaga
- Yamauchi Toyoshige
- Shimazu Nariakira
- Hachisuka Narihiro
- Hotta Masayoshi

Matsudaira Yoshinaga, Date Munenari, Yamauchi Toyoshige và Shimazu Nariakira được gọi chung là Bakumatsu no Shikenkō (幕末の四賢侯).

### Các nhân vật nổi bật khác
- Izawa Mimasaka no kami (Thống đốc Uraga, cựu Thống đốc Nagasaki)
- Ido Tsushima no kami (Thống đốc Yedo, cựu Thống đốc Nagasaki)
- Hayashi Daigaku no kami (Lord Rector, nhà Nho)
- Matsudaira Katamori
- Ōmura Masujirō
- Sakamoto Ryōma
- Kondō Isami
- Hijikata Toshizō
- Takasugi Shinsaku
- Saigō Takamori
- Yoshida Shōin
- Katsura Kogorō
- Tứ đại Hitokiri thời Mạc mạt
- Katsu Kaishū
- Okita Sōji
- Hayashi Akira
- Kawakami Gensai (Người vĩ đại nhất trong số 4 hitokiri, tham gia nhiều vụ ám sát trong thời này)
- Takano Chōei – học giả Rangaku
- Iinuma Sadakichi

### Quan sát viên nước ngoài
- Ernest Satow ở Nhật 1862–69
- Edward và Henry Schnell
- Robert Bruce Van Valkenburgh, Bộ trưởng thường trú Hoa Kỳ
- Matthew C. Perry
- Joel Abbot

### Quan hệ quốc tế
- Gaikoku bugyō
- Quan hệ Pháp-Nhật
- Quan hệ Anh-Nhật
- Quan hệ Đức-Nhật

## Link liên quan
- Languages and the Diplomatic Contacts in the Late Tokugawa Shogunate Lưu trữ ngày 5 tháng 5 năm 2003 tại Wayback Machine
- http://www.webkohbo.com/info3/bakumatu_menu/bakutop.html (tiếng Nhật)